# Manoir de Testorf
Le manoir de Testorf (Gut Testorf) est un manoir typique de l'architecture des domaines agricoles seigneuriaux du XVIIIe siècle dans le Holstein. Il se trouve dans la commune de Wangels de l'arrondissement du Holstein-de-l'Est. Il est toujours à la tête d'une exploitation agricole.

## Historique
Les terres sont au Moyen Âge la possession de l'abbaye bénédictine de Cismar depuis le XIIIe siècle. Elles appartiennent en 1460 à la famille von Buchwaldt qui fait construire une maison fortifiée. L'exploitation agricole date de 1565 à l'époque de la famille von Blome. C'est en 1606 qu'elle fait construire un manoir de l'autre côté des bâtiments agricoles, mais il est détruit en 1644 pendant la guerre de Trente Ans. Les Blome vendent le domaine en 1681 qui passe dans les mains de plusieurs propriétaires, dont celles de la Maison de Hesse-Cassel, des Reventlow et des Brockdorff. Le manoir actuel est construit au XVIIIe siècle avec la cour de ferme et sa Torhaus (maison d'entrée avec une tour). La famille Abercron, dont les racines sont écossaises, en fait l'acquisition en 1879 et l'exploite toujours aujourd'hui. Les Abercron achètent le domaine voisin d'Ehlerstorf en 1900.

## Architecture
Le manoir occupe en partie un terrain entouré de douves isolant le manoir et la ferme des autres bâtiments agricoles. Le manoir est entouré d'un jardin baroque rectiligne avec des allées de tilleuls, transformé en parc paysager, en 1870, s'étendant jusqu'au village de Hansühn.
Le manoir actuel date de 1774 avec des éléments de l'ancien manoir de 1482. Il est surmonté d'un toit mansardé élevé et il est agrandi en 1902. Deux dépendances adjacentes datent de 1771 et de 1772, sans doute construites par Georg Greggenhofer.
La Torhaus, ou « maison d'entrée avec tour » a été construite par Greggenhofer en 1769 à l'emplacement du manoir des Blome, détruit. Ces bâtiments de ferme et de communs symétriques sont construits sur le modèle de ceux du manoir de Hasselburg. La partie centrale est un pavillon flanqué de granges et d'écuries de chaque côté. De longs bâtiments ferment la cour : l'un date de 1600 et les étables sont rénovées en 1888.